# Wissen ist Macht (Computerspiel)
Wissen ist Macht (Originaltitel: „Knowledge is Power“) ist ein vom englischen Entwicklerstudio Wish Studios exklusiv für die PlayStation 4 entwickeltes Quizspiel für bis zu sechs Mitspieler. Das Videospiel ist Teil der PlayLink-Serie, bei dem nicht der Controller, sondern ein Smartphone oder ein Tabletcomputer mit Android- oder iOS-Betriebssystem als Eingabegerät zur Bedienung genutzt wird. Wissen ist Macht wurde erstmals auf der Fachmesse Electronic Entertainment Expo 2017 in Los Angeles vorgestellt und erschien am 22. November 2017.

## Voraussetzungen
Neben dem Download oder dem Kauf einer physischen Version des Spiels für die PlayStation 4, ist die Installation einer zusätzlichen App erforderlich, die kostenlos im Google Play Store für Android-Betriebssysteme respektive im App Store für Geräte mit iOS-Betriebssystem zur Verfügung steht. Zudem ist es eine notwendige technische  Voraussetzung, dass sich alle Geräte im selben WLAN-Netz befinden, damit die Kommunikation zwischen der Spielkonsole und dem Smartphone oder Tablet ermöglicht wird. Ist eine drahtlose Verbindung nicht gegeben, kann ein Wi-Fi-Hotspot seitens der PlayStation 4 aufgebaut werden, der dann zur Verbindung der Mobilgeräte dient.

## Spielablauf
Es handelt sich bei „Wissen ist Macht“ um ein Schnellratespiel, bei dem bis zu sechs Mitspieler gegeneinander antreten und Wissensfragen aus unterschiedlichen Gebieten möglichst schnell beantworten sollen. Das Spielprinzip ist vergleichbar mit der Quizspieleserie Buzz!, die bis 2010 für verschiedene  PlayStation-Konsolen erschienen ist. Zu Beginn wählt jeder Mitspieler eine Figur im Cartoon-Stil und individualisiert diese mit einem Selfie. Danach werden mehrere Wissenskategorien angezeigt und per Mehrheitsentscheid eine davon ausgewählt. Jeder Spieler verfügt über eine limitierte Anzahl an Vetokarten, mit denen er eine Entscheidung auch gegen die Mehrheit zu seinen Gunsten beeinflussen kann. In klassischen Fragerunden stehen mehrere Lösungsmöglichkeiten zur Auswahl und wer als erstes die richtige Antwort gegeben hat, erhält die höchste Punktzahl. Neben solchen Multiple-Choice-Aufgaben lockern zusätzliche Spielvarianten das Geschehen auf. So sollen beispielsweise im Spielmodus Sortieren eine Anzahl Begriffe unter Zeitdruck mittels Wischbewegungen auf dem Bildschirm der richtigen Kategorie zugeordnet werden. Zwischen den Raterunden können Joker eingesetzt werden, die Mitspieler Hindernisse in den Weg legen. Beispielsweise können die Antworten mit einem grünen Schleim bedeckt oder mit einer Eisschicht belegt werden, die erst weggewischt werden muss, bevor der entsprechende Knopf gedrückt werden kann.

## Rezeption
Berichte der Fachpresse loben den großen Umfang an Wissensgebieten mit gut 5000 Fragen sowie den leicht zu erlernenden Spielablauf, der gerade auch Gelegenheitsspielern einen einfachen  Zugang erlaubt. Besonders hervorgehoben wird der Unterhaltungswert, wenn sich die Gruppenmitglieder untereinander kennen.

## Wissen ist Macht: Dekaden
Am 14. November 2018 ist eine überarbeitete Version des Spiels mit dem Titel  Wissen ist Macht: Dekaden  erschienen. Diese beinhaltet neue Fragesätze, die sich thematisch mit der Pop-Kultur der 1980er, 1990er, 2000er und 2010er Jahre beschäftigen. Zusätzlich sind acht neue Spielfiguren enthalten, die auf heiter-ironische Art Klischees der Zeit bedienen. So ist unter anderem ein „Internet-Typ“, ein Maskottchen in Form einer Popcornpackung mit 3D-Brille sowie ein menschlicher 80er-Jahre-Arcade-Automat enthalten.